# 李元亨
李 元亨（り げんきょう、生年不詳 - 貞観6年6月10日（632年7月2日））は、中国の唐の高祖李淵の八男。母は尹徳妃。

## 経歴
武徳3年（620年）、酆王に封ぜられた。貞観2年（628年）、散騎常侍・金州刺史に任じられた。兄の太宗は、彼が幼いのを思いやって、しばしば使者を派遣して状況を尋ねさせ、金の杯を賜って喜ばせた。貞観6年（632年）、世を去ると、子がなく、封国は除かれた。

## 伝記資料
- 『旧唐書』巻64 列伝第14「酆王元亨伝」
- 『新唐書』巻79 列伝第4「酆王元亨伝」